# Агар-агар
Ага́р-ага́р, или ага́р (от малайск. agar — желе) — смесь полисахаридов агарозы и агаропектина, получаемая путём экстрагирования из красных водорослей (Phyllophora, Gracilaria, Gelidium, Ceramium и др.), произрастающих в Чёрном море, Белом море и Тихом океане, и образующая в водных растворах плотный студень.
Агар является растительным заменителем желатина.
Формула (C12H18O9)n.
По качеству агар-агар подразделяется на два сорта:
- высший — цвет белый или светло-жёлтый, допускается слегка сероватый оттенок;
- первый — цвет от жёлтого до тёмно-жёлтого.

## Свойства
Представляет собой желтовато-белый порошок или пластинки. Содержит около 1,5—4 % минеральных солей, 10—20 % воды и 70—80 % полисахаридов, в составе которых выявлены D- и L-галактозы, 3,6-ангидрогалактозы, пентозы, D-глюкуроновая и пировиноградная кислоты. Из агара экстрагированы агароза и агаропектин.
Молекулы агар-агара очень длинные, чем обусловлена высокая прочность на разрыв сделанного из него студня. Агар-агар нерастворим в холодной воде. Он полностью растворяется только при температурах от 95 до 100 °C, чем отличается от других натуральных желе. Горячий раствор является прозрачным и ограниченно вязким. При охлаждении до температур 35—40 °C он становится чистым и крепким гелем, который является термообратимым. При нагревании до 85—95 °C он опять становится жидким раствором, снова превращающимся в гель при 35—40 °C.

## Применение
- В микробиологии — для изготовления плотных и полужидких питательных сред. Для получения плотных питательных сред агар добавляют в конечной концентрации 1,5—3 %, полужидких — 0,3—0,7 % (вес/объём). Агар не расщепляется большинством микроорганизмов при культивировании. Полноценный продукт не ингибирует рост микроорганизмов и не изменяет питательную ценность сред. Неочищенный агар может привести к образованию неполноценного геля и даже ингибированию роста микроорганизмов. Поэтому для иммунологических и бактериологических целей надо использовать вымороженный осветлённый агар ГОСТ 17206-96 высшего и первого сорта с плотностью геля не ниже 3,20 г/см3. Кроме того, агаровый гель применяют для электрофореза ДНК, иммуноэлектрофореза и иммунодиффузии.
- В пищевой промышленности (пищевая добавка Е406) агар-агар применяют как загуститель при производстве супов, соусов, мороженого, мармелада, зефира, жевательных конфет, пастилы, начинок разного рода, суфле, диетических продуктов, шариков для жемчужного чая, джема, конфитюра и так далее; в авангардной кулинарии из него производят также лапшу[3]. Пищевой агар представляет собой прозрачные "пластинки-ленточки" длиной до 30 см. и шириной 0.5 см. Обладая высокой желируещей способностью, агар дает плотный студень уже при концентрации в 0.5%. В сравнении с желатином агар не имеет побочного запаха. Лучшим агар считается японский, т.к.образует желе в пропорции 1/300[4].

## История
Впервые[когда?] агар-агар (яп. 寒天 кантэн) получили в Японии из водорослей рода Eucheuma, его использовали в кулинарии. Для получения вещества водоросли промывали, замораживали и позволяли им оттаять.
Немецкий микробиолог Вальтер Хессе был первым, кто использовал агар-агар как компонент питательной среды для выращивания бактерий и написал об этом в 1884 году. Эта идея была подана ему его женой Фанни Ангелиной Хессе, которая использовала агар-агар для изготовления фруктового желе, наученная этому иммигрировавшим с Явы соседом-голландцем.
В XIX столетии использование агар-агара в кулинарии вышло за пределы Японии и Азии вообще.